# Dětská hra 2
Dětská hra 2 je americký kultovní horor z roku 1990. Jde o pokračování světově úspěšného filmu Dětská hra (1988).
Děj filmu se točí okolo malého Andyho, který je umístěn do náhradní rodinné péče kvůli své matce, jenž je hospitalizována v psychiatrické léčebně.

## Děj filmu
Dva roky uplynuly od událostí z prvního filmu. Andy (Alex Vincent) byl umístěn do pěstounské péče, zatím co je jeho matka převezena do Psychiatrické Léčebny.
Play Pals, společnost která vyrábí Chuckyho (vyjádřený Brad Dourif) panenky, se stále snaží řídit špatnou publicitu, která vzešla z událostí předchozího filmu. Používají roztavené části pro výrobu panenky, a v procesu je jeden z továrních dělníků elektrickým proudem zabit, když je stroj porouchán. Panenka je přestavěná, a asistentka generálního ředitele, Mattison (Greg Germann), si ji vezme s sebou domu. Panenka je stále posedlá duchem Chuckyho, a zabije Mattisonu.
Chucky podaří najít umístění pěstounské rodiny starající se o Andyho, Simpsonovi. On se vplíží do domu a zabere si místo v domácím prostředí, kde je Tommy, panenku (která je ve stejné linii Good Guy panenky). Jakmile všichni spí, Chucky se přiblíží k Andymu a začne dělat voodoo rituál, který by měl přenést svou duši do těla Andyho. Kyle (Christine Elise), Andyho nevlastní sestra, přeruší proces. Andy se snaží, aby ji varoval a jejich adoptivní rodiče varoval o tom, co Chucky je, ale nikdo mu věří. Phil (Gerrit Graham), Andyho pěstoun, hodí Chuckyho do sklepa.
Další den, Chucky sleduje Andyho do školy a snaží se chytit ho tam. Andy unikne, ale Chucky zabije Andyho učitele před návratem do domu a čeká na další příležitost. Opět Andy se snaží vysvětlit, co se stalo s jeho pěstouny, ale ukázali mu, že Chucky to nemůže udělat, protože je v jejich sklepě. Tu noc, Andy vezme elektrický nůž a míří do suterénu zabít Chuckyho. Tam je boj, který přitahuje pozornost pěstounů starajících se o Andyho, a když Phil se přijde podívat na to co se děje, Chuckyho mu skočil za krk. Andyho pěstounka, Joanne (Jenny Agutter), se domnívá, že Andy je zodpovědný za zabití Phila, a pošle Andyho zpět do pěstounského pečovacího centra.
Joanne říká Kylovi, že se zbavily Chuckyho panenky. Kyle hodí Chuckyho do popelnice, ale když ona je mimo pozná, původní Tommyho panenku, která je pohřbena v zemi. Pak si uvědomila, že Chucky je pryč z odpadků, a že Andy říkal pravdu. Kyle spěchá zpátky domů, ale Joanne je už mrtvá. Chucky se zjeví a unese Kyle, nutí jí, aby ho dala do pěstounské centra, kde Andy je.
V pěstounském centra, Chucky zabije sociální pracovnici, která je sledována nad ním, a čeká až bude Andy pryč. Jedou do nedaleké Good Guy dolls factory, Kyle ho tajně honí po ní. V továrně, Chucky se znovu pokusí udělat voodoo rituál, a tentokrát ho dokončí . Nicméně, on čekal příliš dlouho a kouzlo již pracuje, takže Chucky je trvale uvězněni uvnitř panenky. Rozzuřený, Chucky honí Andyho a Kyle přes továrnu, zamýšlý je zabít. Kyle a Andy se nakonec podařilo získat převahu, nalití horkého roztavené plastu na něj a pak zavedení vzduchovou hadici do úst, která způsobí nafouknutí hlavy a explozi, nakonec ho to zabije.
Andy a Kyle odcházejí z továrny do světlého nového rána. Andy se ptá, kam jdou, na to Kyle odpoví "Domů", i když ani jeden z nich neví, kde je domov.
Rozšířený konec ukazuje, že kus jeho kůže Chucky, co jeho hlava explodovala, dostal směs od Good Guy panenek což ho oživilo. Je pak vidět zbrusu nový Good Guy Doll hlavu, která pak tvoří pochmurný úsměv, kterým se zahajuje děj pro dětskou hrou 3.

## Úspěch
Tržby v během prvního víkendu v 1 996 kinech v USA byly odhadnuty na 10 718 520 dolarů a film se stal krátkodobě v listopadu 1990 nejprodávanějším. V USA celkem utržil 28 501 605 dolarů v USA. Tržby mimo USA činily dalších 7 200 000 dolarů.
Film získal celkově protichůdné recenze. Zatímco negativní kritika byla zaměřena na některé scény a části scénáře, které byly považovány za nereálné nebo "banální", positivně bylo přijato zejména namluvení Chuckyho Bradem Dourifem. Alex Vincent byl chválen za roli Andyho.